# Seiji Nemoto
Seiji Nemoto (jap. 根本誠次 Nemoto Seiji; ur. 16 września 1961 w prefekturze Ibaraki) – japoński zapaśnik w stylu klasycznym. Olimpijczyk z Los Angeles 1984, gdzie odpadł w eliminacjach w kategorii 68 kg.